# エミール・リン
エミール・リン（Emil Sigvardsen Lyng, 1989年12月27日 - ）は、デンマーク・コリング出身の元サッカー選手。現役時代のポジションはフォワード。

## 経歴
2008-09シーズンにオーフスGFからリールに移籍した。
U-21デンマーク代表としては、新チームの初戦となる2008年11月20日のU-21フランス代表との親善試合でデビューした。

## タイトル
FCノアシェラン
- デンマーク・カップ : 2010-11